# Gangseo-gu (Busan)
Gangseo-gu (Hangul: 강서구, Hanja: 江西區) is een stadsdeel (gu) van de Zuid-Koreaanse stad Busan. Gangseo-gu heeft een oppervlakte van 179,05 vierkante kilometer en telde in 2003 ongeveer 57.805 inwoners. Het was van 1978 tot 1989 onderdeel van Buk-gu.
Het stadsdeel bestaat uit de volgende buurten (dong):
- Daejeo 1-dong
- Daejeo 2-dong
- Gangdong-dong
- Myeongji-dong
- Garak-dong
- Noksan-dong
- Cheonga-dong

Buk-gu · 
Busanjin-gu · 
Dong-gu · 
Dongnae-gu · 
Gangseo-gu · 
Geumjeong-gu · 
Gijang-gun · 
Haeundae-gu · 
Jung-gu · 
Nam-gu ·
Saha-gu · 
Sasang-gu · 
Seo-gu · 
Suyeong-gu · 
Yeongdo-gu · 
Yeonje-gu